# Nikolaos Panajotopulos
Nikolaos Panajotopulos, grec. Νικόλαος Παναγιωτόπουλος (ur. 18 sierpnia 1965 w Kawali) – grecki polityk i prawnik, parlamentarzysta, wiceminister pracy (2012–2013), minister obrony narodowej (2019–2023), minister imigracji i polityki azylowej (2024–2025).

## Życiorys
W młodości trenował pływanie i piłkę wodną. Ukończył prawo na Uniwersytecie Narodowym im. Kapodistriasa w Atenach. Odbył też studia podyplomowe z ekonomii i stosunków międzynarodowych na University of Pennsylvania. W latach 90. pracował w prywatnym przedsiębiorstwie. Był sekretarzem regionalnej organizacji przemysłowców. W 2000 podjął praktykę w zawodzie adwokata.
Działacz Nowej Demokracji. W 2007 po raz pierwszy uzyskał mandat posła do Parlamentu Hellenów w okręgu wyborczym Kawala. Z powodzeniem ubiegał się o reelekcję w wyborach w 2009, maju 2012, czerwcu 2012, styczniu 2015, wrześniu 2015, 2019, maju 2023 i czerwcu 2023.
Od lipca 2012 do lipca 2013 był wiceministrem pracy, ochrony socjalnej i solidarności społecznej w gabinecie Andonisa Samarasa. W lipcu 2019 nowy premier Kiriakos Mitsotakis powierzył mu funkcję ministra obrony narodowej; stanowisko to zajmował do maja 2023. W czerwcu 2024 powrócił do rządu, obejmując funkcję ministra imigracji i polityki azylowej. Urząd ten sprawował do marca 2025.